# Venomous Concept
Venomous Concepct – amerykańska supergrupa wykonująca hardcore punk. Powstała w 2003 roku w Chicago.

## Dyskografia
- Retroactive Abortion (2004)
- Making Friends Vol.1 (2006, split z 324)
- Blood Duster / Venomous Concept (2008, split z Blood Duster)
- Poisoned Apple (2008)[3]